# برنهارت تسوندک
برنهارت تسوندک (عبری: ברנרד צונדק‎؛ ‏ آلمانی: Bernhard Zondek؛ زادهٔ ۲۹ ژوئیه ۱۸۹۱ – ۸ نوامبر ۱۹۶۶) پزشک آلمانی‌الاصل اهل اسرائیل بود. وی نخستین آزمایش قابل اعتماد تشخیص بارداری را در سال ۱۹۲۸ ابداع کرد.
وی از پزشکان بیمارستان شاریته و استاد دانشگاه هومبولت برلین و همچنین یکی از پیشگامان علم اندوکرینولوژی بود.
او از سال ۱۹۳۴ میلادی به اسرائیل مهاجرت کرده و استاد رشتهٔ بیماری‌های زنان و زایمان در دانشگاه عبری اورشلیم و همچنین رئیس بخش زنان و زایمان مرکز درمانی هداسا شد.
وی همچنین برندهٔ جوایزی همچون جایزه اسرائیل شده‌است.